# Mistrovství Československa v atletice 1973
Mistrovství Československa mužů a žen v atletice 1973 v kategoriích mužů a žen se konalo v Banské Bystrici v sobotu 1. září a v neděli 2. září. Mistrovství proběhlo na tehdy ještě škvárovém stadiónu SNP ve Štiavničkách.
K nejhodnotnějším výkonům patřily dva Československé rekordy ve vrhu koulí Jaroslava Brabce (21,04 m) a Heleny Fibingerové (20,80 m) a osmimetrový skok Jaroslava Brože (805 cm).

## Medailisté

### Muži
| Soutěž                                | Zlato                                                                           | Stříbro                                                                          | Bronz                                                                            |
| 100 m                                 | Juraj Demeč 10,3                                                                | Jaroslav Matoušek 10,3                                                           | Marián Králik 10,5                                                               |
| 200 m                                 | Jaroslav Matoušek 21,2                                                          | Jiří Kynos 21,2                                                                  | Karel Malík 21,5                                                                 |
| 400 m                                 | Ivan Daniš 47,2                                                                 | František Štross 47,3                                                            | Josef Hegyes 48,4                                                                |
| 800 m                                 | Jozef Plachý 1:48,6                                                             | Tomáš Jungwirth 1:50,9                                                           | Radek Jahn 1:51,4                                                                |
| 1500 m                                | Pavel Pěnkava 3:48,5                                                            | Ivan Kováč 3:49,2                                                                | Vladimír Duda 3:50,2                                                             |
| 5000 m                                | Stanislav Petr 14:28,6                                                          | Štefan Polák 14:31,0                                                             | František Soukup 14:35,0                                                         |
| 10 000 m                              | Josef Jánský 29:42,0                                                            | Ondřej Zeleňanský 30:06,8                                                        | Miroslav Vítkovič 30:15,6                                                        |
| 110 m př.                             | Lubomír Nádeníček 13,6                                                          | Vlastimil Hoferek 14,0                                                           | Petr Čech 14,0                                                                   |
| 400 m př.                             | Miroslav Kodejš 50,2                                                            | Ladislav Kárský 52,5                                                             | Václav Zahrádka 53,5                                                             |
| 3000 m př.                            | Róbert Molnár 8:46,6                                                            | Petr Havel 8:47,4                                                                | František Tempír 8:49,8                                                          |
| 4 × 100 m                             | Václav Štefek Juraj Demeč Jiří Kynos Karel Malík Dukla Praha 40.8               | Antonín Holubec Jan Slanina Otakar Wild Milan Hoidar Dukla Praha B 41.2          | Aleš Němec Jiří Ryšavý Josef Čeliš Luděk Bohman Slavia Praha 42.2                |
| 4 × 400 m                             | Jaroslav Ryneš Pavel Moravec David Stejskal Josef Hegyes Slávia VŠ Praha 3:14.4 | Jaroslav Včeliš Jaroslav Prokeš Jindřich Kohout František Štross RH Praha 3:14.5 | Miroslav Hribík Miroslav Šimon Julius Makoviny Bohumil Němec Sparta Praha 3:16.0 |
| Skok do výšky                         | Roman Moravec 216 cm                                                            | Jiří Palkovský 213 cm                                                            | Jaroslav Alexa 213 cm                                                            |
| Skok o tyči                           | Karel Jelínek 500 cm                                                            | Antonín Spěvák 500 cm                                                            | Ondřej Papp 480 cm                                                               |
| Skok daleký                           | Jaroslav Brož 805 cm                                                            | Václav Fišer 781 cm                                                              | Pavol Tolnay 758 cm                                                              |
| Trojskok                              | Jiří Vyčichlo 16,10 m                                                           | Jan Broda 15,97 m                                                                | Pavel Sasín 15,63 m                                                              |
| Vrh koulí                             | Jaroslav Brabec 21,04 m                                                         | Jaromír Vlk 19,85 m                                                              | Miroslav Janoušek 19,42 m                                                        |
| Hod diskem                            | Ludvík Daněk 60,94 m                                                            | Jaroslav Vidrna 58,26 m                                                          | Josef Šilhavý 56,30 m                                                            |
| Hod kladivem                          | Jaroslav Charvát 68,34 m                                                        | Josef Hájek 68,26 m                                                              | Jiří Koukal 63,62 m                                                              |
| Hod oštěpem                           | Jaroslav Halva 76,82 m                                                          | Jan Bartek 73,44 m                                                               | Tomáš Babiak 71,86 m                                                             |
| Desetiboj                             | Jan Neckář 7379 bodů                                                            | Jiří Čechák 7110 bodů                                                            | Jaromír Frič 6813 bodů                                                           |
| 20 km chůze Banská Bystrica 26.8.1973 | Juraj Benčík 1:30:28.0                                                          | Milan Bartoš 1:31:10.0                                                           | Evžen Zedník 1:33:55.0                                                           |

### Ženy
| Soutěž        | Zlato                                                                                               | Stříbro                                                                                  | Bronz                                                                                      |
| 100 m         | Věra Knapová 11,8                                                                                   | Anna Reviľáková 11,8                                                                     | Eva Putnová 12,0                                                                           |
| 200 m         | Věra Knapová 24,3                                                                                   | Jozefína Čerchlanová 24,6                                                                | Anna Reviľáková 24,7                                                                       |
| 400 m         | Jozefína Čerchlanová 54,9                                                                           | Libuše Macounová 55,9                                                                    | Jindřiška Heřmanská 56,4                                                                   |
| 800 m         | Libuše Suchánková 2:09,8                                                                            | Miroslava Margoldová 2:10,3                                                              | Helena Nerudová 2:10,9                                                                     |
| 1500 m        | Božena Sudická 4:25,0                                                                               | Emília Přivřelová 4:25,6                                                                 | Naděžda Varcabová 4:30,2                                                                   |
| 3000 m        | Naděžda Varcabová 9:34,6                                                                            | Růžena Eliášová 10:23,4                                                                  | Eva Maťátková 10:31,8                                                                      |
| 100 m př.     | Monika Schönauerová 13,6                                                                            | Jindřiška Krchová 14,0                                                                   | Zdena Hřebíčková 14,3                                                                      |
| 4 × 100 m     | Radmila Vavříková Marcela Jelínková-Zelenková Helena Svobodová Miroslava Brožková Sparta Praha 48.8 | Lenka Honzíková Ivana Nováková Hana Hamanová Miluše Lásková Slávia VŠ Praha 49.3         | Hana Malá Hana Slámová Naďa Švrčinová Věra Šírová LIAZ Jablonec n/N 50.2                   |
| 4 × 400 m     | Bohumila Bednářová Eva Planková Svatava Hořínková Eva Štefková VŽKG Vítkovice 3:51.5                | Markéta Procházková Iva Bívová Ludmila Hamplová Jindřiška Červená Slávia VŠ Praha 3:54.4 | Zdena Krčmářová Miroslava Olšáková Libuše Kačmaříková Jana Bártová VŽKG Vítkovice B 3:55.8 |
| Skok do výšky | Milada Karbanová 178 cm                                                                             | Mária Mračnová 178 cm                                                                    | Alena Kutilová 175 cm                                                                      |
| Skok daleký   | Viera Dodrvová 600 cm                                                                               | Eva Drdácká 597 cm                                                                       | Miroslava Březíková 596 cm                                                                 |
| Vrh koulí     | Helena Fibingerová 20,80 m                                                                          | Ludmila Duchoňová 15,85 m                                                                | Danuše Matoušková 15,71 m                                                                  |
| Hod diskem    | Marie Novotná 51,70 m                                                                               | Marcela Pilařová 48,24 m                                                                 | Alena Haisová 46,62 m                                                                      |
| Hod oštěpem   | Jana Linková 54,06 m                                                                                | Elena Kubáňová 50,62 m                                                                   | Jarmila Segeťová 47,72 m                                                                   |
| Pětiboj       | Miroslava Březíková 3915 bodů                                                                       | Anna Ihringová 3914 bodů                                                                 | Marie Severýnová 3826 bodů                                                                 |